# Посёлок железнодорожного разъезда № 6
Посёлок железнодорожного разъезда № 6, посёлок ж/д Разъезда N6, Разъезд № 6 —  посёлок в Лиманском районе Астраханской области России. Входит в состав Яндыковского сельсовета.

## География
Находится на административной границе с Черноземельским районом Республики Калмыкия.
Уличная сеть представлена 1 объектом: рзд. 6-й 

## Население
| 2002 | 2010 | 2011 | 2021 |
| ---- | ---- | ---- | ---- |
| 134  | ↗287 | ↘129 | ↗251 |

Национальный состав
По данным Всероссийской переписи, в 2010 году численность населения села составляла 287 человек ( 159 мужчин, 128 женщин). Согласно результатам переписи 2002 года, в национальной структуре населения чеченцы составляли 98 % из 135 жителей.

## Транспорт
Железная дорога, Станция Яндыки